# プライア基礎自治体 (カーボベルデ)
プライア基礎自治体（ポルトガル語: Concelho da Praia）は、カーボベルデの基礎自治体のひとつ。

## 隣接行政区画
- サン・ドミンゴス
- リビエラ・グランデ・デ・サンティアゴ

## 教区
- Nossa Senhora da Graça